# Distrito de Chalamarca
El Distrito de Chalamarca es uno de los 19 distritos de la provincia de Chota está ubicado en el Departamento de Cajamarca, bajo la administración del Gobierno regional de Cajamarca, en el norte del Perú, es el cuarto distrito más poblado de dicha provincia y es reconocida por ser tierra de "La dulce Piña" y de "Los Artistas". Limita por el norte con el distrito de Tacabamba; por el este con los distritos de Chadín y Paccha; por el sur con el Distrito de Bambamarca, capital de la provincia de Hualgayoc; y, por el oeste con los distritos de Chota y Conchán. 

## Historia
ÉPOCA PREHISPÁNICA
Existen diversos sitios arqueológicos de los cuales no se han realizado investigaciones especializadas para saber su origen y con que cultura están relacionados sin embargo alguna someras investigaciones indican que este pudo a ver sido un lugar con influencia de los Moche, Caxamarca, Chachapoyas y alguna cultura local como los Chetilla.
ALGUNOS SITIOS ARQUEOLÓGICOS:
1. Namoyoc: muy cerca de la ciudad de Chalamarca en el interior del Colegio José Monzon Hernández es para algunos investigadores el centro religioso más importante en toda la parte centro de Cajamarca, existen monolitos, una aparente tumba subterránea, se ha encontrado algunos restos de cerámica y huesos que mantiene la institución educativa, también existen tallados de serpientes y un felino lunar así como otras estructuras, lamentablemente el colegio en lugar de hacer el adecuado cuidado y preservación además de enseñar sobre ello a sus estudiantes a dañado algunas estructuras arqueológicas, también algunos monolitos han sido removidos. Más información: Namoyoc, centro religioso más importante de Chota[2][3]
2. Cerro Huasmin: en la cima del cerro Huasmin o Wasmin se encuentran diversos restos arqueológicos como estructuras de piedra, restos de cerámica, etc. no se tiene mucha información sobre su función o cultura al cuál perteneció este lugar pero si ha sufrido algunos saqueos y daños de pobladores locales y visitantes.[4][5]
3. Cerro el pabellón: ubicado en la comunidad de Huangamarquilla dicho cerro en su pendiente cuenta con mausoleos que nos hacen acordar a los de la cultura Chachapoyas (Revarsh o Karajia) el acceso es difícil algunas personas en su afán de llegar y buscar algún objeto valioso se ha accidentado por estar cerca de un acantilado y sin un camino claro.[6][7]
4. Cuarto de Conga El verde: la información sobre este lugar es nula, pero si se pueden apreciar en la misma comunidad de Conga El Verde unas estructuras cuadrangulares que pudieron haber servido como tambos (almacenes) o quizás un pequeño complejo habitacional.
5. Shingoloma: se ubica muy cerca a la ciudad de Chalamarca y es otro lugar con poca información pero donde se han encontrado algunos escasos restos de cerámica además que existen unas cuevas que según los pobladores serían túneles que se comunican con distintos lugares alejados.

Desafortunadamente estos y otros lugares han sido destruidos en gran parte o han sido saqueados por lo que hacer investigaciones es un algo complejo con lo poco que se mantiene intacto.
ÉPOCA COLONIAL
La época de la colonia esta marcada por la presencia de distintas haciendas entre las que destacan: Santa Clara (antes de la llegada de los españoles Santa Clara recibía el nombre de Yanabamba), Namoyoc, La Colpa, etc
ÉPOCA REPUBLICANA
El distrito de Chalamarca fue creado mediante Ley N° 26456 del 23 de mayo de 1995 y publicado el diario Oficial el Peruano el 25 de mayo del mismo año.
El pueblo de Chalamarca nace a partir de un pequeño encuentro de algunos mercaderes por allá por los años 1968 – 1969, después de haber funcionado una pequeña plaza mercado en la Hacienda Santa Clara a fines de la década de 1950.
Aproximadamente en los años entre 1958 – 1961, los hacendados permitieron la formación de un pequeño mercado en la plazuela de la casa hacienda de Santa Clara, todos los días domingos, punto donde hacían intercambios comerciales con los productos de la parte alta, de la parte baja del actual Distrito de Chalamarca, así mismo algunos de la costa de nuestro país.
Fue en los años 1968 - 1969 dónde los hacendados resultaron afectados por los mercaderes y concurrentes a la casa hacienda que hacían algunos desmanes o malograban sus pastizales y jardines, obligaron a los comerciantes pobladores a tener que abandonar la casa hacienda, los pobladores y usuarios acostumbrados ya a los intercambios comerciales se ven en la obligación de continuar pero esta vez se trasladan a la propiedad del Sr. RUBEN CUBAS en la actual comunidad de Chalamarca Bajo, allí funciona por un pequeño periodo, hasta que se traslada a un campo deportivo de Chalamarca, área que fue donado por la HACIENDA SANTA ROSA DE NAMOYOC Chalamarca. 
Al funcionar el mercado en la CONGA DE CHALAMARCA, dónde actualmente existe la capital distrital, se hace popular a partir de la década del 1970 teniendo como promotor principal al SR. JOSE FREDESVINDO VASQUEZ ACUÑA, la primera casa lo construyó "DON VINDO" llamado tambo, luego forma un pequeño pueblito construido con paredes de quincha y techos de paja broza y otros materiales (Canchones), es entonces que al darse forma y la permanencia de los pobladores, fundan su fiesta patronal en honor a LA CRUZ DE MAYO que se celebraba los primeros días del mes de mayo de cada año, difundiendo su propia característica representando en diversas actividades costumbristas, estampas ferias y etc.
Nuestro distrito debería de llamarse SANTA CLARA, porque en toda parte u otros lugares de nuestro país se le conocía con ese nombre, pero los pobladores ya formados con sus instituciones públicas hacen relevancia el nombre de CHALAMARCA, que hasta unos años atrás se le llamaba la Conga de Chalamarca, el término Chalamarca, para algunos proviene del aymara Chala, que significa cortar paja, monte o arbustos; marca significa “pampa de bagazo”. Debido a que había pequeños bosques (vegetación) que se chalan (cortan) y se guardan para leña, para otros significa siembra de maíz entre otras afirmaciones.
- GESTIONES PARA LA CREACION DEL DISTRITO DE CHALAMARCA.

Chalamarca, se desprende del antiguo distrito de Paccha y está dividido por el Río Llaucano, la mayor extensión de territorio del distrito de Paccha estaba al lado OESTE del citado río que actualmente lo conforma el Distrito de Chalamarca, pero los pobladores cada día al estar más y más organizados, nació la idea de gestionar para ser elevado a la categoría de CENTRO POBLADO A DISTRITO, puesto que el interés nació de algunas conversaciones e interés también de caracteres políticos, es así que en inicios de la década de 1980, comienza la organización del primer Comité de Gestión, gracias al apoyo de varios moradores que se pueden mencionar a: Don José Fredesvindo Vásquez Acuña (principal promotor), Adriano Rafael, Agustín Bustamante, Gerardo Estela, Benjamín Cieza, Lauro Oblitas, Rosa Uriarte, Santos Chuquimango, Eleodoro Cercado, entre otros.
Las Gestiones para lograr el objetivo han llevado varios años, siempre con la fe indesmayable de los pobladores locales y así mismo involucrados las diversas autoridades de sus caseríos, hacen fuerza para cumplir con los requisitos que exigía la Ley de ese entonces en la ciudad de Lima, han pasado mucho personajes importantes como parte de los comités de gestión, se puede mencionar al prof. Gabriel Vásquez Peralta, hijo del reconocido ciudadano fundador de este pueblo don José Fredesvindo Vásquez Acuña, también otros como don Narcizo Cubas Cieza, don Manuel Miranda Huacal, entre otros.
Chalamarca había logrado ya hasta el año 1990 con la creación de diversas Instituciones públicas tales como la I.E. 10892 "José Fredesvindo Vásquez Acuña", el puesto de Salud Chalamarca, El Juzgado de Paz, la I.E. José M. Monzón Hernández, la Oficina de Agricultura entre otros, es así que en el año 1995, específicamente el 23 de mayo de ese año fue aprobado la Ley 26456 tras un largo y reñido debate en el congreso de la república y el Jueves 25 de mayo fue publicado dicha Ley en el diario Oficial "EL PERUANO" en la página 131941, desde ese día rige dicha ley punto de nacimiento de nuestro distrito de Chalamarca, entonces se escucha la algarabía, los cohetes en señal de felicidad y los gritos de su gente que gritaban somos distrito, El concejo Municipal del Centro Poblado de Chalamarca, fenecía pero dejando una labor que se recordará todos los tiempos bajo la representación del Prof. Manuel Rafael Heredia de igual manera el Comité de Gestión entregaba la Ley 26456 al pueblo de Chalamarca, que presidía el ciudadano ROGELIO HERRERA DIAZ. Desde allí se celebra en nuestro pueblo el ANIVERSARIO DE NUESTRO DISTRITO DE CHALAMARCA, que juntamente con la fe católica fue unida la fiesta patronal y tradicional que se celebra año tras año y que la fecha fue removida a los primeros días del mes de junio por motivos de la presencia de lluvias en mayo y hoy a través de una ordenanza municipal ejecutada el año 2014 se declara como día central al 7 de junio para celebrarse juntos con el día de la Bandera nuestro mayor símbolo nacional.
Actualmente Chalamarca ha logrado un desarrollo considerable gracias a los pobladores que ante una lucha constante, gestiones logradas a nuestro favor hoy somos lo que somos, han pasado ya unos cuantos años pero seguimos en ese desarrollo, uno de esos valores también es la creación del INSTITUTO DE EDUCACION SUPERIOR TECNOLOGICO PUBLICO DE CHALAMARCA creado en el año 2003.

## Geografía
Tiene una extensión de 179,74 km². Presenta una topografía diversa desde accidentado hasta llano (Valle de Santa Clara y Namoyoc), presentando una variación de climas desde cálido hasta frío seco, puesto que su territorio abarca desde la Yunga Fluvial (a orillas del río Llaucano, C.P. de Chilcapampa, Huangamarquilla, La Colpa y El Naranjo) hasta la Puna (C.P. de Bella Andina, Alto Verde, Nuevo San Juan y El Mirador). Es un distrito característico de la Sierra Norte del Perú, con cielo claro y limpio, cálidos en la mayor parte del año; notándose muy definida la estación lluviosa entre los meses de octubre y mayo. Posee campiñas verdosas, fértiles valles así como sus mesetas y laderas hacia el sur.

## Población
En el 2005 contaba con 11 617 habitantes; se estima en un presente 9 541 habitantes.

## Capital
Tiene como capital a la ciudad de Chalamarca, ubicada al noreste de la ciudad de Chota. el acceso principal es por vía carrozable desde la ciudad de Chota en un recorrido de 40,5 km y se demora en llegar 2 horas en camioneta pick up por la ruta que va desde Chota hacia los distritos de Paccha, Chadín y Choropampa. Está ubicada a 03º11'03" de Latitud Sur, 87º12'10" de Longitud Oeste. 

## Autoridades

### Municipales
- 2023-2026
  - Alcalde: Roger Zavaleta Benavides , del Partido Político Frente Regional Cajamarca.
  - Regidores: Victor Percy Rojas Bardales, Keyko Sofia Guevara Cortez, Wilfredo Rimarachin Idrogo, Gladis Olenca Fernández Bustamante, José Edinson Guevara Vásquez. Según el Acta de Instalación de la comuna Edil para el periodo Municipal 2023-2026.